# Камишлов
Камишлов (рус. Камышлов) град је у Русији у Свердловској области. Према попису становништва из 2010. у граду је живело 26870 становника.

## Становништво
| 1939.  | 1959.  | 1970.  | 1979.  | 1989.  | 2002.  | 2010.  |
| ------ | ------ | ------ | ------ | ------ | ------ | ------ |
| 17.516 | 30.137 | 30.770 | 31.939 | 33.462 | 28.914 | 26.870 |